# Naszirdin Iszanov
Naszirdin Iszanovics Iszanov (oroszul: Насирдин Исанович Исанов; 1943. november 7. – 1991. november 29.) kirgiz politikus, 1991 augusztusa és novembere között Kirgizisztán első miniszterelnöke. 

## Életrajz
1966-ban diplomázott a moszkvai mérnöki és építőmérnöki egyetemen. Diplomázás után tért vissza szülőföldjére. 
1991. november 29-én Iszanov halálos autóbalesetet szenvedett Biskek központjában, a kirgiz parlament közelében. Az állami köztemetőben helyezték örök nyugalomra.   

## Fordítás
- Ez a szócikk részben vagy egészben  a   Nasirdin Isanov című angol Wikipédia-szócikk ezen változatának fordításán alapul.  Az eredeti cikk szerkesztőit annak laptörténete sorolja fel. Ez a jelzés csupán a megfogalmazás eredetét és a szerzői jogokat jelzi, nem szolgál a cikkben szereplő információk forrásmegjelöléseként.